# Teatr Wierszalin

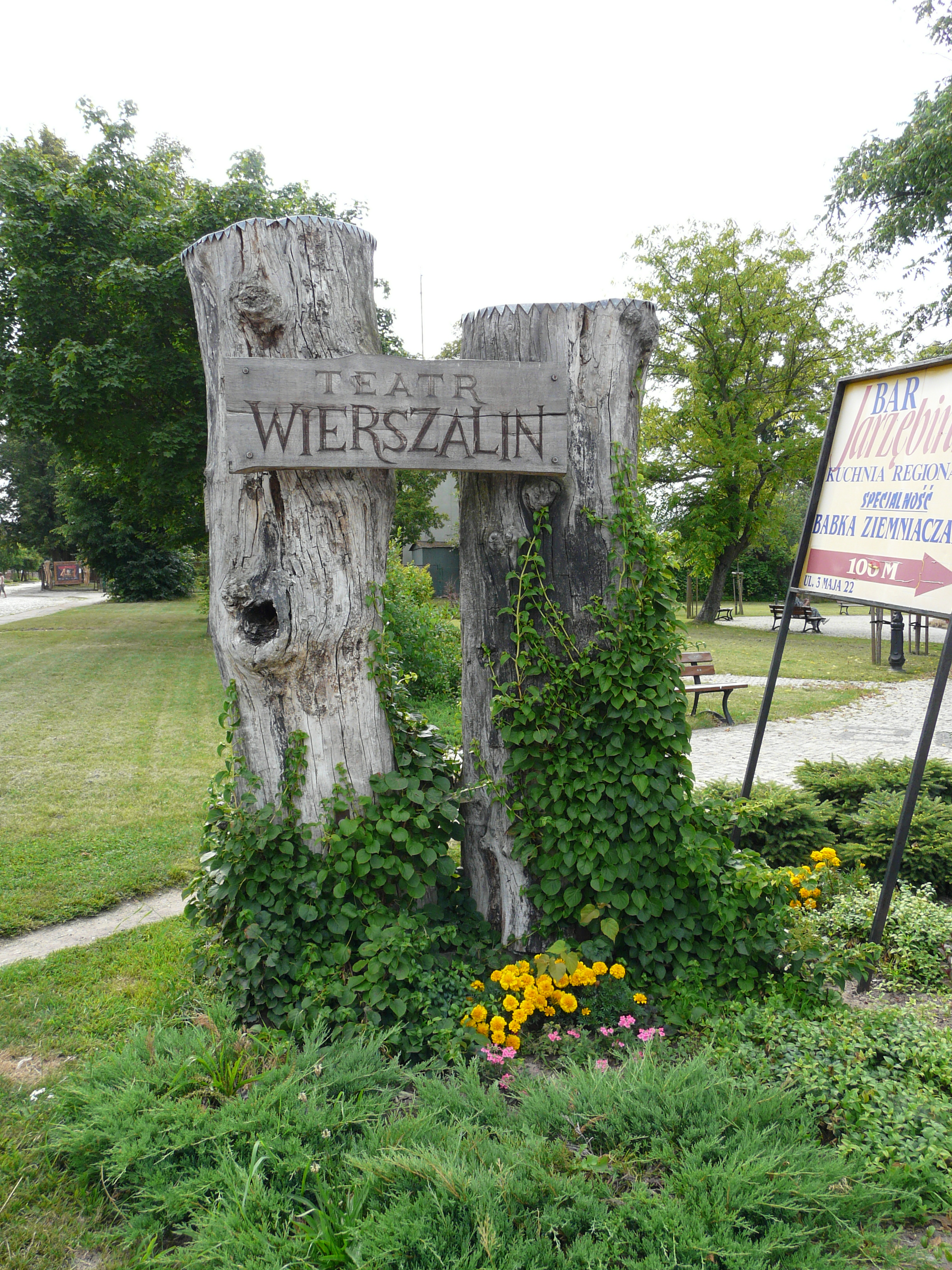

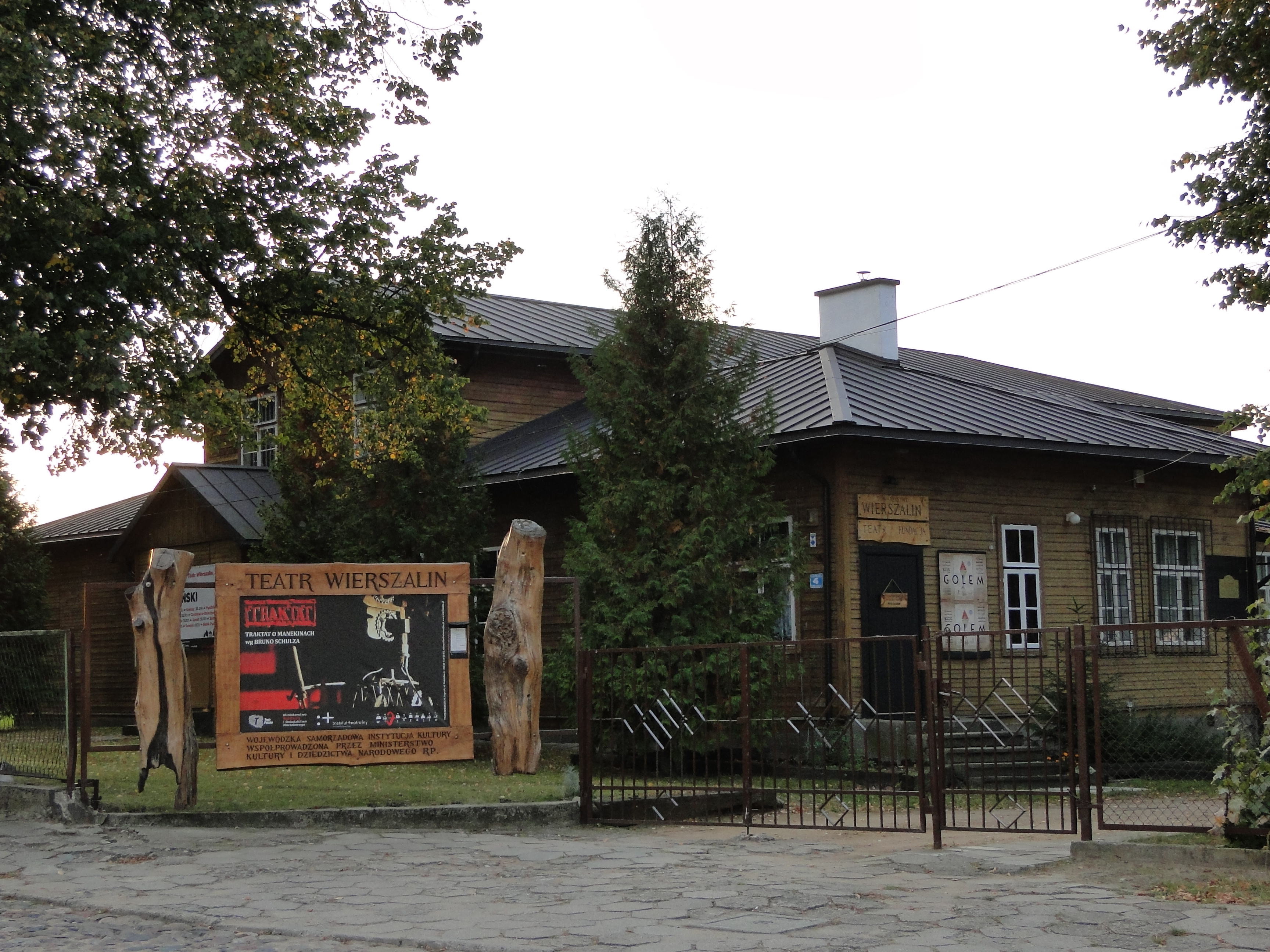
Dom kolonijny w Supraślu, siedziba teatru

Teatr Wierszalin, początkowo Towarzystwo Wierszalin – polska grupa teatralna z siedzibą w Supraślu.

## Historia
Nazwa zespołu pochodzi od prawosławnej wspólnoty religijnej z lat I wojny światowej na Białostocczyźnie. Wierszalin został założony przez Piotra Tomaszuka i Tadeusza Słobodzianka razem z absolwentami znajdującego się w Białymstoku Wydziału Sztuki Lalkarskiej PWST im. Al. Zelwerowicza w Warszawie. W 1991 towarzystwo zostało przekształcone w teatr pod nazwą Teatr Wierszalin,  w 1994 otrzymał budynek na siedzibę w Supraślu. Jeden z teatrów antropologicznych, nawiązujący do mitów, wierzeń, tradycji i folkloru, nie stroniący od kontrowersji i satyry, przetwarzający je w teatr nowatorski. Od 2006 Teatr Wierszalin jest wojewódzką instytucją kultury, finansowaną przez Urząd Marszałkowski oraz Ministerstwo Kultury i Dziedzictwa Narodowego RP, ośrodkiem badań teatralnych nad twórczością Adama Mickiewicza. Premiery "Wierszalina" są wydarzeniami artystycznymi polskiego teatru.
Teatr trzykrotnie otrzymał nagrodę Fringe First na międzynarodowym festiwalu teatralnym w Edynburgu. W 1994 Wierszalin odebrał dyplom uznania za wybitne zasługi dla kultury polskiej na świecie przyznawany przez Ministra Spraw Zagranicznych RP. W 1998 Sekcja Krytyków Teatralnych Polskiego Ośrodka Międzynarodowego Instytutu Teatralnego, w uznaniu zasług w popularyzacji polskiego teatru na świecie, przyznał Wierszalinowi swoją Nagrodę im. Stanisława Ignacego Witkiewicza. W 2000 Teatr zaprezentował na wystawie Expo w Hanowerze spektakl Ofiara Wilgefortis.
Sztuka „Wziołowstąpienie” z  2015 , w której składzie odnajdywane są fragmenty książki Vitala Voranau pt. „Szeptem”, stała się przedmiotem kontrowersji.
„Dziady cz. I” Teatru Wierszalin – premiera na antenie TVP Kultura: (17.11.2020) „Dziady – Noc pierwsza” (24.11.2020) część druga mickiewiczowskiej opowieści, przygotowanej przez Teatr Wierszalin.
W 2022 Teatr Wierszalin odbył ze spektaklem „Dziady”„objazd mickiewiczowski wzorem Reduty na Litwie”.
Organizator dorocznego interdyscyplinarnego  Festiwalu „Między Wierszami" w Supraślu, na który składają się spektakle Teatru Wierszalin, uliczne czytanie wierszy, spotkania z pisarzami, pokazy filmów animowanych i koncerty.

## Wybrane realizacje
- 1990 – Turlajgroszek
- 1993 – Merlin. Inna historia
- 1996 – Głup
- 1997 – Prawiek i inne czasy
- 2000 – Ofiara Wilgefortis
- 2004 – Święty Edyp
- 2005 – Zwierzenia pornogwiazdy
- 2006 – Bóg Niżyński
- 2007 – Wierszalin. Reportaż o końcu świata
- 2007 – Życie snem
- 2008 – Klątwa
- 2008 – Marat-Sade
- 2009 – Gilgamesz
- 2009 – Plastynaci
- 2010 – Statek błaznów
- 2011 – Traktat o manekinach
- 2011 – Anatomia psa
- 2012 – Wszyscy Święci. Zabłudowski cud.
- 2012 – Boska Komedia
- 2014 – Golem
- 2015 – Złoty deszcz
- 2015 – Don Kichot – improwizacje
- 2015 – Wziołowstąpienie
- 2016 – Historyja o chwalebnym Zmartwychwstaniu Pańskim
- 2016 – Dziady – Noc Pierwsza
- 2017 – Dziady – Noc Druga
- 2017 – Wykład

## Zespół
- Piotr Tomaszuk
- Rafał Gąsowski
- Dariusz Matys
- Monika Kwiatkowska
- Sylwia Nowak
- Adam Milewski
- Katarzyna Wolak